# Rhinonycteridae
Rhinonycteridae is een familie uit de orde der vleermuizen (Chiroptera). De wetenschappelijke naam van de familie werd in 1866 gepubliceerd door John Edward Gray.

## Taxonomie
Er zijn negen soorten in deze familie, verdeeld over vier geslachten. Het meest soortenrijke geslacht is Triaenops, met vier soorten. Deze familie is afgesplitst van de bladneusvleermuizen van de Oude Wereld (Hipposideridae).
- Familie Rhinonycteridae
  - Geslacht Cloeotis
  - Geslacht Paratriaenops
  - Geslacht Rhinonicteris
  - Geslacht Triaenops

Vleerhonden · Kitti's varkensneusvleermuis · Klapneusvleermuizen · Reuzenoorvleermuizen · Hoefijzerneuzen · Bladneusvleermuizen van de Oude Wereld · Spleetneusvleermuizen · Schedestaartvleermuizen · Nieuw-Zeelandse vleermuizen · Hechtschijfvleermuizen · Furievleermuizen · Hazenlipvleermuizen · Plooilipvleermuizen · Bladneusvleermuizen van de Nieuwe Wereld · Trechteroorvleermuizen · Zuigschijfvleermuizen · Bulvleermuizen · Miniopteridae · Gladneuzen